# Erinchin Lobsang Tayiji
 (octobre 2023).
La mise en forme du texte ne suit pas les recommandations de Wikipédia : il faut le « wikifier ».
Les points d'amélioration suivants sont les cas les plus fréquents. Le détail des points à revoir est peut-être précisé sur la page de discussion.
- Les titres sont pré-formatés par le logiciel. Ils ne sont ni en capitales, ni en gras.
- Le texte ne doit pas être écrit en capitales (les noms de famille non plus), ni en gras, ni en italique, ni en « petit »…
- Le gras n'est utilisé que pour surligner le titre de l'article dans l'introduction, une seule fois.
- L'italique est rarement utilisé : mots en langue étrangère, titres d'œuvres, noms de bateaux, etc.
- Les citations ne sont pas en italique mais en corps de texte normal. Elles sont entourées par des guillemets français : « et ».
- Les listes à puces sont à éviter, des paragraphes rédigés étant largement préférés. Les tableaux sont à réserver à la présentation de données structurées (résultats, etc.).
- Les appels de note de bas de page (petits chiffres en exposant, introduits par l'outil «  Source ») sont à placer entre la fin de phrase et le point final[comme ça].
- Les liens internes (vers d'autres articles de Wikipédia) sont à choisir avec parcimonie. Créez des liens vers des articles approfondissant le sujet. Les termes génériques sans rapport avec le sujet sont à éviter, ainsi que les répétitions de liens vers un même terme.
- Les liens externes sont à placer uniquement dans une section « Liens externes », à la fin de l'article. Ces liens sont à choisir avec parcimonie suivant les règles définies. Si un lien sert de source à l'article, son insertion dans le texte est à faire par les notes de bas de page.
- La présentation des références doit suivre les conventions bibliographiques. Il est recommandé d'utiliser les modèles {{Ouvrage}}, {{Chapitre}}, {{Article}}, {{Lien web}} et/ou {{Bibliographie}}. Le mode d'édition visuel peut mettre en forme automatiquement les références.
- Insérer une infobox (cadre d'informations à droite) n'est pas obligatoire pour parachever la mise en page.

Pour une aide détaillée, merci de consulter Aide:Wikification.
Si vous pensez que ces points ont été résolus, vous pouvez retirer ce bandeau et améliorer la mise en forme d'un autre article.
Erinchin Lobsang Tayiji ( mongol : Ринчин Лувсан тайж ) était un prince de la fédération Khalkha en Mongolie occidentale. Voir Altan Khan de Khalkha.

## Biographie
On ne connait pas sa date de naissance. Sa première mention date de 1652, quand, avec son père, il fit campagne contre les Kirghizes Lenisseï. En 1657, il conquit les Kirghizes, puis se dirigea vers les Tatars d'Uznetsk, après quoi il envisagea d'attaquer les forteresses de Kuznetsk, Tomsk et Krasnoïarsk, mais à ce moment-là il reçut la nouvelle de la mort d'Ombo-Erdeni-Khuntaiji, alors il rendit le Altyn Khans à l'étang près d'Ubsa. Ici, il devient le nouvel Altyn Khan. En 1559 et 1660, il reçut l'ambassade de Moscou, qui demanda de confirmer l'allégeance des Altyn Khans du royaume de Moscou, mais Lobsan refusa.
A cette époque, le royaume moscovite a recommencé à percevoir le tribut des Kirghizes Ienisseï et des Tatars de Sibérie. A cette occasion, en 1661 et 1662, il envoya des ambassades en Moscovie. En 1662, Huntaiji intervint dans la lutte pour le pouvoir dans l'État des Khans de Dzasaktu. En 1662, il bat et tue Dzasaktu Khan Vanchuk, élevant son protégé Jambul au trône de khan. Une coalition de Tushetu Khan Chahundorja et Baba Setsen Khan s'est opposée à Lovsan-Khuntaiji.
En 1663, Lovsan-huntaiji attaqua les Kirghizes et leurs alliés, les Tubins, les Altyrs et les Kerets, et leur infligea une défaite écrasante. Certains d'entre eux se sont cachés à Moscou. La même année, il traverse la crête de Sayan et émigre à Khongorai, où il commence à construire une forteresse dans le cours inférieur de la rivière Tuba, que les Moscovites surnomment la ville de Lovzanov. En 1664, Altyn Khan fit appel au voïvode de l'ostrog de Krasnoïarsk, exigeant l'extradition des noyons fugitifs. Bientôt, il proposa à Moscou une alliance contre Tushent Khan et Setsen Khan. Jusqu'en 1666, il poursuivit la lutte pour le pouvoir dans le khanat de Dzasaktu.
Dans le même temps, le renforcement du pouvoir d'Altyn Khan sur les Yenisei Kirghizes et leurs voisins a conduit à un conflit avec le khanat Dzungar. En 1667, le propriétaire de ce dernier, Senge-huntaiji, se manifesta et, lors de la bataille de la rivière Abakan, infligea une défaite écrasante à Lobsang Tayiji, qui fut capturé avec ses fils. En conséquence, l'État des Altyn Khans est devenu dépendant de la Dzungaria.
Il n'obtient sa liberté qu'en 1678. Il a de nouveau fait appel au gouvernement de Moscou concernant des actions communes contre les rivaux de Khalkha. En 1679, il confirme le traité de paix et d'amitié avec la Moscovie, considéré par cette dernière comme une reconnaissance de la suprématie d'Altyn Khan sur le pouvoir du tsar. En 1681, il envoya une ambassade dans l'empire Qing, qui à cette époque avait déjà pleinement établi son pouvoir en Chine et en Mongolie orientale et méridionale. En 1682, il reçut le soutien de Galdan Boshogtu Khan, le dirigeant de Dzungaria, pour lutter contre Dzasaktu Khan Tsenggun, mais sans grand succès. Finalement, il fut vaincu et capturé par Dzasaktu Khan.
En 1686, au kurultai Hurine-Beltchyn, les khans de Khalkha Lovsan-huntaiji furent finalement privés du pouvoir. L'État d'Altyn Khan a perdu son indépendance et a été inclus dans l'État de Dzasagtu Khan. Le frère de Lovsan, Gendun-Daichyn, fut nommé nouveau dirigeant des Khotogites à la place de Lovsan-huntaiji. Après 1691, Lovsan se rendit à Pékin, où l'empereur Kangxi l'enrôla à son poste. Il est mort en 1696.
En 1662, il attaqua, captura et mit à mort son voisin oriental, le Dzasagtu Khan. Cela a conduit le Tushetu Khan (Chaghun Dorji) à former une ligue et à chasser l'Altan-khan. En 1667, il fut capturé par Sengge, le chef Dzoungar et remis au (suivant) Dzasagtu Khan. Avec l'aide des Dzoungars et de Pékin, il put se réintégrer, mais en 1682 il fut capturé par le Dzasagtu Khan. En 1691, lui et son khanat disparaissent des archives.

## Généalogie

### Descendance
D'une épouse inconnue, il eut trois fils et une fille.